# Gustaf Wilhelm Coyet
Gustaf Wilhelm Coyet, född 1678, död 1730, var en svensk militär. Han var son till Wilhelm Julius Coyet och bror till Sten Coyet.

## Biografi
Coyet deltog som kapten vid Skånska ståndsdragonregementet med utmärkelse i kriget i Polen. År 1705 tog han avsked, men blev vid Danmarks krigsförklaring 1709 major vid Norra skånska kavalleriregementet och därefter överstelöjtnant vid Södermanlands regemente, med vilket han deltog i slaget vid Helsingborg. 
År 1712 blev Coyet överste för Upplands tremänningsinfanteriregemente, 1719 generalmajor och sändebud vid åländska fredskongressen och förespråkade där fred med Ryssland. Han var också anhängare av det holsteinska partiet och sammansvor sig 1722 med en före detta norsk amtman, Povl Juel, för att frånta Fredrik IV Norge med biländer och göra Karl Fredrik av Holstein-Gottorp till kung där. Såväl med denne som med tsaren satte de sig i förbindelse, men planen avslöjades, Juel avrättades och Coyet insattes på livstid i Köpenhamns kastell.
En av Coyet under kriget i Polen hållen Kompani- och kommandojournal vid Skånska ståndsdragonerna gavs ut i serien Karolinska krigares dagböcker (1914).